# Cơ tương
Cơ tương gồm những thành phần nội bào thông thường. Dịch cơ tương chứa nhiều ion K+, ion Mg++, phosphat, protein enzym. Một số lớn ti lạp thể (mitochondria) nằm ở giữa và song song với các tơ cơ, chứng tỏ rằng sự co cơ của các tơ cơ cần một lượng ATP rất lớn được tạo ra trong các ti lạp thể.